# Phascolionidae
Phascolionidae es una familia de Sipuncula o gusanos cacahuete.

## Descripción
Carecen del nefridio izquierdo, los husos musculares y algunos retractores.

## Especies

### Onchnesoma
- Onchnesoma intermedium Murina, 1976[2][3][4]
- Onchnesoma magnibathum Cutler, 1969[5][3][6][7]
- Onchnesoma squamatum oligopapillosum (Cutler, Cutler y  Nishikawa, 1984)[8][3][6]
- Onchnesoma squamatum squamatum (Koren y Danielssen, 1875)[9][3][6]
- Onchnesoma steenstrupii nudum Cutler y Cutler, 1985[3][6]
- Onchnesoma steenstrupii steenstrupii Koren y Danielssen, 1875[9][3][6]

### Phascolion
- Phascolion abnorme Fischer 1895
- Phascolion bogorovi Murina 1973
- Phascolion caupo Hendrix 1975
- Phascolion cirratum Murina, 1968
- Phascolion collare Selenka and de Man, 1883
- Phascolion convestitum Sluiter, 1902
- Phascolion cryptum Hendrix, 1975
- Phascolion gerardi Rice, 1993
- Phascolion hedraeum Selenka and de Man, 1883
- Phascolion hibridum Murina 1981
- Phascolion hupferi Fischer, 1895
- Phascolion lucifugax Selenka and de Man, 1883
- Phascolion lutense Selenka, 1885
- Phascolion medusae Cutler and Cuttler, 1980
- Phascolion megaethi Cutler & Cutler 1979
- Phascolion microspheroidis Cutler and Duffy, 1972
- Phascolion pacificum Murina, 1957
- Phascolion pharetratum Sluiter 1902
- Phascolion psammophilus Rice 1993
- Phascolion rectum Ikeda, 1904
- Phascolion robertsoni Stephen & Robertson 1952
- Phascolion strombus (Montagu, 1804)
- Phascolion tuberculosum Théel, 1875
- Phascolion ushakovi Murina 1974
- Phascolion valdiviae Fischer, 1916